# Tornado de Londres de 1091
O Tornado de Londres de 1091 é o tornado mais antigo relatado na Inglaterra, ocorrendo em Londres na sexta-feira, 17 de outubro de 1091. Foi considerado pela avaliação moderna como possivelmente um F4 na escala Fujita, tornando-o potencialmente o tornado mais forte registrado nas Ilhas Britânicas, embora esta estimativa seja baseada em relatórios escritos 30 anos após o tornado. A igreja de St Mary-le-Bow na cidade de Londres foi muito danificada; quatro vigas de 26 pés (7,9 m) de comprimento foram fincadas no solo de modo que apenas 4 pés (1,2 m) se projetassem acima da superfície. Outras igrejas da região foram demolidas, assim como mais de 600 casas (principalmente de madeira). Por todos os danos infligidos, o tornado causou apenas duas vítimas conhecidas de uma população de cerca de 18 000 habitantes. O tornado é mencionado nas crônicas de Florença de Worcester e Guilherme de Malmesbury, este último descrevendo-o como "um grande espetáculo para quem observa de longe, mas uma experiência aterrorizante para quem está perto".